# Судова система Великої Британії
Судова система Великої Британії на сучасному етапі, незважаючи на численні реформи, залишається складною та децентралізованою. У зв'язку з тим, що прецедентне право є суттєвою складовою частиною конституції, система вищих судових інстанцій дуже розгалужена. Вищою судовою інстанцією в Об'єднаному Королівстві є Палата лордів, яка розглядає апеляції апеляційних інстанцій Англії та Уельсу, а також Шотландії (тільки з цивільних справ). Висновок Палати лордів передається до відповідної апеляційної інстанції, яка формулює постанову відповідно до цього висновку.

## Верховний суд
Верховний суд Англії та Уельсу очолюється лордом-канцлером та складається з трьох самостійних судових установ — Апеляційного суду, Високого суду та Суду Корони. Судді Верховного суду призначаються Королевою довічно за рекомендацією лорда-канцлера з числа баристерів (юристів, що мають виступати виключно у вищих судових інстанціях).
Апеляційний суд складається з цивільного та кримінального відділення та колегіально розглядає апеляції на постанови інших суддів.
Високий суд має три відділення — королівська лава, канцлерське та сімейне відділення. Відділення королівської лави у першій інстанції розглядає найскладніші цивільні справи та апеляції на вироки магістратських судів. Канцлерське відділення у першій інстанції заслуховує цивільні справи, які пов'язані з власністю, банкрутством тощо. Сімейне відділення розглядає скарги на рішення магістратських судів з усіх сімейних відносин.
У зв'язку із судовою реформою 1971 року був утворений Суд Корони, який у першій інстанції за участю присяжних (в інших британських кримінальних судах присяжних немає) розглядає найсерйозніші кримінальні злочини, а також апеляції на вироки та рішення магістратських судів.

## Суди нижчої категорії
До категорії нижчих судів британської судової системи належать суди графств і магістратські суди.
Суди графств (їх нараховується близько 350) є основними органами цивільного правосуддя, які у першій інстанції розглядають 90 % усіх цивільних справ.
Магістратські суди вирішують близько 98 % кримінальних справ, але, якщо злочин особливо серйозний, то справа передається до Суду Корони.
Поряд зі судами загальної юрисдикції в Англії та Уельсі функціонують спеціалізовані суди (трибунали), які утворюються за галузевим принципом. Наприклад, Суд з розгляду скарг на обмеження свободи підприємців, промислові трибунали тощо.

## Судова система Північної Ірландії
Судова система Північної Ірландії в основному аналогічна англійській. До вищих судів належать: Верховний суд, який включає Високий суд, Апеляційний суд і Суд Корони. До нижчих судів належать суди графств і магістратські суди.

## Судова система Шотландії
Що стосується судової системи Шотландії, то порівняно з англійською судовою системою вона має значну самостійність. З кримінальних справ вищою судовою інстанцією є Високий суд юстиціаріїв, який розташований в Единбурзі. Сесійний суд, розташований також в Единбурзі, є вищою судовою інстанцією з цивільних справ. Важливу ланку у судовій системі Шотландії займають шерифські суди (англ. Sheriff court). Шерифи — це професійні судді, які очолюють кожне з шерифств і розглядають кримінальні та цивільні справи. Нижчою інстанцією з кримінальних справ є окружні суди, в яких магістрати або мирові розглядають малозначні правопорушення.
Судді шотландських судів призначаються на посади британським Монархом за рекомендацією державного секретаря зі справ Шотландії.